# Dolicholister brevipennis
Dolicholister brevipennis är en skalbaggsart som först beskrevs av Lewis 1897.  Dolicholister brevipennis ingår i släktet Dolicholister och familjen stumpbaggar. Inga underarter finns listade i Catalogue of Life.